# Memorial Address
Memorial Address é o primeiro mini-álbum da cantora Japonesa Ayumi Hamasaki. O mini-álbum foi lançado em 17 de Dezembro de 2003, e, é o mais vendido por um Artista Japonês feminino, vendendo mais de 1 milhão de cópias. Este foi o primeiro lançamento de Ayumi a ter 2 versões, CD e CD com DVD, todas as músicas (com exceção de "Memorial Address", a faixa-título), tem um Videoclipe correspondente.
Memorial Address também marcou o lançamento do 30º single de Ayumi, "Forgiveness". Uma Turnê nacional chamada A Museum: 30th Collection Live, foi feita e lançada em DVD. Em 2007, a Avex relatou que Memorial Address vendeu 1,220,000 cópias no Japão. Até 2009, o mini-álbum é o 255º, mais vendido no Japão.

## Promoção
Para promover o álbum, três singles foram lançados, estes foram: "&", "Forgiveness" e "No Way to Say". Todos os singles foram ao nº 1 da Oricon, e todos os singles foram certificados Platina, sendo que as vendas de "Forgiveness" até agora são menos de 250,000 cópias, o que seria somente Ouro. 

## Faixas

### CD
1. "Angel's Song" — 4:57
2. "Greatful Days" — 4:40
3. "Because of You" — 5:21
4. "Hanabi: Episode II" (花火 〜episode II〜; HANABI ~episode II~; Fogos de Artifício ~episódio II~) — 4:56
5. "Ourselves" — 4:33
6. "No Way to Say" — 4:46
7. "Forgiveness" — 5:43
8. "Memorial Address" — 3:57

### DVD
1. "Angel's Song" (Videoclipe)
2. "Greatful Days" (Videoclipe)
3. "Because of You" (Videoclipe)
4. "Hanabi: Episode II" (Videoclipe)
5. "Ourselves" (Videoclipe)
6. "No Way to Say" (Videoclipe)
7. "Forgiveness" (Videoclipe)